# میدونستی که زیر بلوار اقیانوس تونلی هست (ترانه)
«میدونستی که زیر بلوار اقیانوس تونلی هست» (انگلیسی: Did You Know That There's a Tunnel Under Ocean Blvd) ترانه‌ای از خواننده-ترانه‌سرای آمریکایی لانا دل ری است که از نهمین آلبوم استودیویی او به همین نام (۲۰۲۳) گرفته شده‌است. این ترانه در ۷ دسامبر ۲۰۲۲ به‌عنوان تک‌آهنگ آغازین آلبوم در کنار اعلامیه و پیش‌فروش آلبوم  منتشر شد. این ترانه به رتبهٔ ۲۳ جدول ترانه‌های داغ راک و آلترناتیو بیلبورد ایالات متحده قرار گرفت.

## بازخورد منتقدان
سام سدومسکی از پیچفورک این ترانه را به‌عنوان «بالاد آرامِ رؤیایی» سرشار از «لحظات پیش‌بینی‌نشده» توصیف کرد و متوجه شد که تونل در عنوان ترانه «کمتر یک نقطهٔ توجه جغرافیایی است تا پنجره‌ای به پتانسیلی که او در آشناترین صحنه‌ها و مسیرهای دنیادیده می‌بیند».